# 1294
| [ Edytuj tabelę ]                          |                                                                   |
| Książę Małopolski                          | - 1291 Wacław II 1305                                             |
| Książę Wielkopolski                        | - 1273 Przemysł II 1296                                           |
| Król Albanii                               | - 1285 Karol II 1301                                              |
| Współksiążęta Andory                       | - 1278 Roger Bernard I 1302                                       |
| Król Angkoru                               | - 1244 Dżajawarman VIII 1295                                      |
| Król Anglii                                | - 1272 Edward I 1307                                              |
| Król Aragonii i Walencji, hrabia Barcelony | - 1291 Jakub II Sprawiedliwy 1327                                 |
| Margrabia Brandenburgii                    | - 1267 Konrad 1304 - 1267 Otto IV 1308 - 1293 Henryk I 1318       |
| Książę Burgundii                           | - 1272 Robert II 1306                                             |
| Książę Dolnej Bawarii                      | - 1290 Stefan I 1309 - 1290 Otton III 1312                        |
| Książę Górnej Bawarii                      | - 1253 Ludwik II 1294 - 1294 Rudolf I 1317 - 1294 Ludwik III 1340 |
| Cesarz Bizancjum                           | - 1282 Andronik II Paleolog 1328                                  |
| Car Bułgarii                               | - 1292 Smilec 1298                                                |
| Cesarz Chin                                | - 1279 Kubilaj-chan 1294 - 1294 Temür Öldżejtü 1307               |
| Król Cypru                                 | - 1285 Henryk II 1306                                             |
| Król Czech                                 | - 1278 Wacław II 1305                                             |
| Król Danii                                 | - 1286 Eryk Menved 1319                                           |
| Władca Egiptu                              | - 1293 An-Nasir Muhammad 1294 - 1294 Al-Adil Kitbuga 1296         |
| Cesarz Etiopii                             | - 1285 Jagbya Tsyjon 1294 - 1294 synowie Jagbyy Tsyjona 1299      |
| Król Francji                               | - 1285 Filip IV Piękny 1314                                       |
| Hrabia Holandii                            | - 1256 Floris V 1296                                              |
| Cesarz Japonii                             | - 1287 Fushimi 1298                                               |
| Kalif                                      | - 1262 Al-Hakim bi-Amr Allah 1302                                 |
| Król Kastylii i Leónu                      | - 1284 Sancho IV Odważny 1295                                     |
| Patriarcha Konstantynopola                 | - 1294 Jan XII 1303                                               |
| Władca Korei                               | - 1274 Ch’ungnyŏl 1308                                            |
| Wielki książę litewski                     | - 1291 Butywid 1296                                               |
| Cesarz Majapahitu                          | - 1293 Raden Wijaya 1309                                          |
| Sułtan Maroka                              | - 1286 Abu Jakub Jusuf 1307                                       |
| Książę Mediolanu                           | - 1287 Matteo I Wielki 1302                                       |
| Senior Monako                              | - 1291 Franciszek 1301                                            |
| Książę Moskwy                              | - 1283 Daniel Aleksandrowicz 1303                                 |
| Król Nawarry                               | - 1284 Filip I 1305                                               |
| Król Norwegii                              | - 1280 Eryk II Wróg Księży 1299                                   |
| Hrabia Palatynatu                          | - 1253 Ludwik II Bawarski 1294 - 1294 Rudolf I Wittelsbach 1317   |
| Papież                                     | - 1294 Celestyn V 1294 - 1294 Bonifacy VIII 1303                  |
| Król Portugalii                            | - 1279 Dionizy I 1325                                             |
| Sułtan Rumu                                | - 1293 Kajkubad III 1294 - 1294 Masud II 1301                     |
| Książę Rusi halickiej                      | - 1270 Lew I 1300                                                 |
| Cesarz Rzymski (niemiecki)                 | - 1292 Adolf z Nassau 1298                                        |
| Książę Saksonii                            | - 1260 Albrecht II 1298                                           |
| Król Serbii                                | - 1282 Stefan Urosz II 1321                                       |
| Król Szkocji                               | - 1292 Jan Balliol 1296                                           |
| Król Szwecji                               | - 1290 Birger I Magnusson 1318                                    |
| Doża Wenecji                               | - 1289 Pietro Gradenigo 1311                                      |
| Król Węgier                                | - 1290 Andrzej III 1301                                           |
| Wielki mistrz zakonu krzyżackiego          | - 1291 Konrad von Feuchtwangen 1296                               |

Rok 1294 / MCCXCIV
stulecia: XII wiek ~
XIII wiek ~
XIV wiek

lata: 1284 «
1289 «
1290 «
1291 «
1292 «
1293 «
1294
» 1295
» 1296
» 1297
» 1298
» 1299
» 1304

## Wydarzenia w Polsce
- 4 czerwca – Litwini pod wodzą księcia Witenesa dotarli aż do Łęczycy, gdzie spalili gród księcia łęczyckiego Kazimierza II. Spowodowało to wszczęcie pościgu Kazimierza za Litwinami.
- 10 czerwca – w bitwie stoczonej z Litwinami pod Trojanowem nad Bzurą poległ książę łęczycki Kazimierz II.
- 25 grudnia – zmarł książę gdański Mściwój II. Zgodnie z zawartą przed 12 laty umową Przemysł II wszedł teraz w posiadanie Pomorza Wschodniego i zjednoczył je z Wielkopolską. Powstał podstawowy zrąb państwa polskiego.
- Międzylesie, Gorzów Śląski otrzymały prawa miejskie.
- mistrz krzyżacki Meinhard zniszczył mazowiecki gród w Wiźnie.

## Wydarzenia na świecie
- 3 maja – rozpoczęto budowę kościoła Santa Croce we Florencji.
- 5 lipca – Celestyn V został papieżem.
- 13 grudnia – papież Celestyn V złożył swój urząd papieski i zostało zwołane konklawe w Castel Nuovo w Neapolu.
- 24 grudnia – Bonifacy VIII wybrany na papieża.
- Wybuch powstania feudałów żmudzkich przeciwko Litwinom. Żmudzini chcieli zawrzeć sojusz z zakonem krzyżackim. Książę litewski Witenes zdławił powstanie.

## Urodzili się
- 18 marca – Henryk VI Dobry, książę wrocławski (zm. 1335)
- 18 czerwca – Karol IV Piękny, król Francji i Nawarry (zm. 1328)

## Zmarli
- 2 lutego – Ludwik II Bawarski, książę Dolnej Bawarii i hrabia palatynatu (ur. 1229)
- 18 lutego – Kubilaj-chan, wnuk Czyngis-chana, syn Tołuja i Sorkaktani-beki, piąty wielki chan mongolski i pierwszy cesarz Chin z dynastii Yuan (ur. 1215)
- 3 maja – Jan I Zwycięski, książę Brabancji (ur. 1252 lub 1253)
- 10 czerwca – Kazimierz II łęczycki, książę łęczycki (ur. między 1262 a 1265)
- 11 października – Konrad II czerski, książę mazowiecki (ur. ok. 1250)[1]
- (lub 1295[2])8 grudnia – Prokop, biskup krakowski (ur. ?)[2]
- 25 grudnia – Mściwój II (Mestwin), książę gdański (ur. ok. 1220)[3]
- data dzienna nieznana:
  - Dymitr Aleksandrowicz, książę Włodzimiersko-Suzdalski, syn Aleksandra Newskiego (ur. ok. 1250)